# Abby May
Abigail « Abba » Alcott, née May, le 8 octobre 1800 et morte le 25 novembre 1877 est une militante américaine des droits civils et des travailleurs et l'une des premières travailleuses sociales rémunérées de l'État du Massachusetts. Elle est l'épouse de l'écrivain et réformateur transcendantaliste Amos Bronson Alcott et mère de quatre filles, dont la romancière Louisa May Alcott (Les Quatre Filles du docteur March).

## Biographie

### Enfance et débuts
Abigail May provient d'une famille éminente de Nouvelle-Angleterre. Du côté de sa mère, elle est née des familles Sewall et Quincy. Sa mère, Dorothy Sewall, était l'arrière-petite-fille de Samuel Sewall, juge président des procès des sorcières de Salem. Son père, le colonel Joseph May, était un unitaire laïc réputé.
Joseph May et Dorothy Sewal se marient en 1784, ils ont douze enfants, Abigail dite Abba est la cadette, elle est née le 8 octobre 1800. Joseph May et Dorothy Sewal sont des fidèles de la King's Chapel, une église unitarienne de Boston,.
Élevée à Boston, malgré les restrictions d'accès à l'instruction imposées aux femmes de son temps, grâce à son père, homme de culture, Abby May entre dans une « Dame school » où elle apprend à lire, écrire et compter ; adolescente elle reçoit des leçons particulières par des précepteurs, elle étudie le français, le latin, l'histoire, la botanique, l'astronomie, la géométrie, la musique….
Son père l'encourage à lire des auteurs tels que David Hume et Samuel Johnson. Elle est fière de son père qui est à l'origine de la construction du Massachusetts General Hospital. Abigail May décide de consacrer sa vie à l'étude, elle envisage de devenir enseignante,.
En 1825, sa mère meurt, son père se remarie après une année de veuvage avec Mary Ann Cary May, une femme âgée de 39 ans, veuve du pasteur Cary de la King's Chapel. Les tensions entre Abby May et sa belle-mère sont fortes, elle ne sent plus chez elle. Attristée, elle écrit à son frère Sam pour lui faire part de son désarroi. Celui-ci l'invite à séjourner dans sa résidence du Connecticut avec son épouse Lucretia et son fils nouveau-né John. Un jour de l'été 1827, Abby May ouvre la porte à Amos Bronson Alcott.
May et Amos marient en 1830 et collaborent à des projets tels que la communauté utopique avortée Fruitlands et la Temple School.

### Militantisme
Femme suffragette et militante pour le mouvement de la tempérance, les pauvres et l'abolition de l'esclavage, Abigail May Alcott insuffle des valeurs fortes à ses quatre filles. Elle et son mari étaient chefs de gare sur le chemin de fer clandestin, qui faisait passer d'anciens esclaves afro-américains en zone libre dans le nord des États-Unis et au Canada.
Selon sa deuxième fille, l'auteur Louisa May Alcott, « elle a toujours fait ce qu'elle devait, charitablement, en laissant de côté la fierté, le goût et le confort pour l'amour seul ». De tels idéaux humanitaires s'étendaient au-delà de sa maison jusqu'à la ville de Boston, dans le Massachusetts, où elle accepta un emploi à temps plein comme assistante sociale en 1848.

### Écrits
Les écrits personnels d'Abigail May Alcott ont été rassemblés et publiés pour la première fois en 2012, sous le titre My Heart Is Boundless: Writings of Abigail May Alcott, Louisa's Mother (Free Press). La collection a été éditée par sa petite-nièce Eve LaPlante (descendante du frère d'Abba, Samuel Joseph May ), auteur de la double biographie Marmee & Louisa: The Untold Story of Louisa May Alcott and Her Mother (Free Press, 2012).
Elle a compilé une collection de recettes végétariennes (son mari était végétarien et cousin de William Alcott, élève du diététicien Sylvester Graham). Les recettes étaient similaires au régime décrit dans Transcendental Wild Oats (1873), le récit fictif de Louisa May Alcott sur Fruitlands.

## Enfants
- Anna Bronson Alcott (16 mars 1831 – 13 juillet 1893)
- Louisa May Alcott (29 novembre 1832 – 6 mars 1888)
- Elizabeth Sewall Alcott (24 juin 1835 – 14 mars 1858)
- Frederick Alcott (4 avril 1839 - 6 avril 1839)
- Abigail May Alcott Nieriker (26 juillet 1840 – 29 décembre 1879)

## Décès
La mort d'Elizabeth «Lizzie» Sewall, le modèle de Beth dans Little Women, le 14 mars 1858, attrista beaucoup Abba. Dix-neuf ans après la mort de Lizzie, Abba elle-même meurt en novembre 1877. Louisa écrit dans son journal : « Je ne souhaite jamais qu'elle revienne, mais une grande chaleur semble avoir disparu de la vie… Elle était si loyale, tendre et vraie, la vie était dure pour elle et personne ne savait tout ce qu'elle devait supporter sauf ses enfants ». Abba est enterrée au cimetière Sleepy Hollow à Concord aux côtés de son mari et de trois de ses filles.